# Tomasa Ortiz Real
Tomasa Ortiz Real, S.S.C.J., řeholním jménem Piedad od Kříže (12. listopadu 1842, Bocairent – 26. února 1916, Alcantarilla) byla španělská římskokatolická řeholnice, zakladatelka a členka kongregace Salesiánských sester Nejsvětějšího Srdce Ježíšova. Katolická církev ji uctívá jako blahoslavenou.

## Život
Narodila se dne 12. listopadu 1842 v Bocairentu jako páté z osmi dětí manželům Josému a Tomase Ortiz. Pokřtěna byla následujícího 13. listopadu. V dětství byla velmi talentovaná. Roku 1852 přijala své první svaté přijímání. V té době pocítila touhu po řeholním životě. Po smrti její matky v roce 1866 se s otcem přestěhovala do Canales.
Po dokončení vzdělání se chtěla stát řeholnicí, avšak otec ji přiměl zůstat doma kvůli jejímu věku a politickému napětí ve Španělsku v té době. Jejím zpovědníkem během dospívání byl kněz Gualtero de Castro. Později se rozhodla vstoupit do karmelitánského kláštera ve Valencii, avšak cholera ji donutila opustit noviciát a vrátit se domů. Namísto toho pracovala jako textilní dělnice se skromným zdrojem příjmů.
Přestěhovala se do Barcelony, kde utvořila spolu se třemi společnicemi řeholní komunitu. Se souhlasem diecézního biskupa se se společnicemi přestěhovala z Barcelony do Puebla de Soto u Alcantarilly a začala spolu s nimi žít v oddanosti karmelitánskému charismatu. Z komunity zde vznikla ženská řeholní kongregace Salesiánských sester Nejsvětějšího Srdce Ježíšova, kterou zde založila dne 8. září 1890. Do kongregace poté sama vstoupila a přijala řeholní jméno Piedad od Kříže a začala pomáhat nemocným a osiřelým dětem v blízké nemocnici. Roku 1884 pomáhala spolu s dalšími členkami řeholní komunity postiženým povodněmi a epidemií cholery. Musela také čelit rozepřím uvnitř její kongregace, které vyústily oddělením části řeholní komunity, která následně vytvořila novou kongregaci Sester Panny Marie Karmelské.
Zemřela dne 26. února 1916 v Alcantarille.

## Úcta
Její beatifikační proces započal dne 15. prosince 1981 čímž obdržela titul služebnice Boží. Dne 1. července 2000 ji papež sv. Jan Pavel II. podepsáním dekretu o jejích hrdinských ctnostech prohlásil za ctihodnou. Dne 12. dubna 2003 byl uznán zázrak na její přímluvu, potřebný pro její blahořečení.
Blahořečena pak byla dne 21. března 2004 na Svatopetrském náměstí papežem sv. Janem Pavlem II.
Její památka je připomínána 26. února. Bývá zobrazována v řeholním oděvu. Je patronkou jí založené kongregace.